# Percival Molson

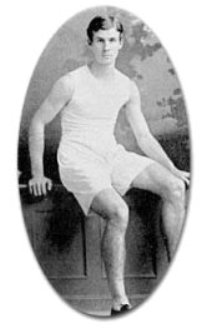
Percival Molson

Percival „Percy“ Molson (* 14. August 1880 in Cacouna, Québec; † 5. Juli 1917 in Villers-au-Bois, Frankreich als Sohn von John Thomas Molson und dessen Frau Jane Baker Butler) war ein kanadischer Sportler, der um die Jahrhundertwende erfolgreich war. Er hatte sich, wie damals weithin üblich, nicht auf eine bestimmte Disziplin spezialisiert, sondern war in mehreren Sportarten aktiv.
Percival Molson war Absolvent der McGill University (1901). Dort gewann er dreimal in Folge den Titel des besten Allround-Athleten. In späteren Jahren wurde er Mitglied des McGill's Board of Governors. Ferner war er als Manager des National Trust Co. tätig.
Percival Molson wurde nur 36 Jahre alt. Er fiel am 5. Juli 1917 im Ersten Weltkrieg, an dem er in den Reihen der Canadian Overseas Expeditionary Force sowie der Princess Patricia's Canadian Light Infantry teilgenommen hatte. Sein Grab befindet sich in Villers-au-Bois im Département Pas-de-Calais.
Im Jahr 1919 erhielt das Stadion der McGill-Universität seinen Namen. Im Jahr 1996 wurde er in die McGill University Sports Hall of Fame aufgenommen. Nach ihm ist das Stade Percival-Molson benannt, das Heimstadion des Football-Teams Montreal Alouettes.

## Karriere
Eishockey
Seinen ersten sportlichen Erfolg durfte Percy Molson bereits als 16-Jähriger feiern, als er im Jahr 1897 in den Reihen der Montréal Victorias am Stanley Cup teilnahm. Seine Mannschaft gewann das Endspiel gegen die Ottawa Capitals. In den Jahren 1902 und 1903 fungierte er als Mannschaftskapitän.
Canadian Football
Von 1902 bis 1906 spielte er in der Quebec Rugby Football Union. Mit seiner Mannschaft, dem Montréal Football Club, gewann er im Jahr 1906 den Meistertitel. In den Jahren 1903 und 1904 war er Mannschaftskapitän. Auch nach Beendigung seiner aktiven Laufbahn blieb er dem Football verbunden. Im Jahr 1909 wurde er zum Schirmherrn des neu ins Leben gerufenen Grey Cup ernannt.
Darüber hinaus trat Percy Molson auch als Leichtathlet in Erscheinung.
Weitsprung
Im Jahr 1900 stellte er im Rahmen des American Athletics Meet einen Weltrekord im Weitsprung auf. Die Weite ist nicht überliefert, jedoch ist anzunehmen, dass sie zwischen 7,43 m (Bestmarke von Alvin Kraenzlein aus dem Jahr 1899) und 7,54 m (erzielt von Peter O’Connor im Jahr 1901) gelegen hat (offizielle Rekordlisten wurden damals noch nicht geführt). Eine weitere Glanztat im Weitsprung gelang Percy Molson im Jahr 1903, als er bei den offenen US-amerikanischen Meisterschaften den Starathleten und mehrfachen Meister Meyer Prinstein besiegen konnte. Seine Weite wird mit 22-2.50 (6,77 m) angegeben.
400 m
Im Jahr 1903 gewann Percy Molson die kanadische Landesmeisterschaft über 400 m und ließ dabei den späteren Olympiasieger Harry Hillman hinter sich. Daraufhin wurden ihm Chancen bei den Spielen 1904 in St. Louis eingeräumt. Obwohl das Teilnehmerfeld über 400 m recht groß war – außer Molson waren elf Läufer aus den USA sowie der Deutsche Johannes Runge am Start – zogen alle Athleten ohne Ausscheidungsläufe gleich ins Finale ein. Hillman holte sich den Olympiasieg, während Molson das Ziel als Achter erreichte. Seine Zeit wurde nicht ermittelt.